# Suchy (Szwajcaria)
Suchy – miejscowość i gmina (commune) w zachodniej Szwajcarii, w kantonie Vaud, w okręgu (district) Jura-Nord vaudois.    

## Demografia
W Suchy mieszka 671 osób. W 2021 roku 17,4% populacji gminy stanowiły osoby urodzone poza Szwajcarią.